# Alojzy Kuca
Alojzy Kuca (ur. 14 marca 1947 roku w Babinie), publicysta, autor pierwszych publikacji marketingowych, wydawca, mecenas i sponsor sztuki, wykładowca marketingu targowego i marketingu na rynku sztuki, redaktor naczelny expovortal.com.pl 

## Życiorys
Wykształcenie polonistyczne i ekonomiczne. Studiując filologię polską na poznańskim uniwersytecie  poświęcał się całkowicie ekonomice kultury, studiując ekonomię - zajmował się teorią i historią sztuki.
Z targami związany od ponad 40 lat. Autor kilkuset artykułów o targach, marketingu targowym i marketingu na rynku sztuki. Pionier publikacji marketingowych w Polsce. Założyciel, redaktor naczelny i wydawca „Gazety Targowej”, ukazującej się od 1971 roku oraz od 1989 r. pisma „Art & Business. Sztuka Polska i Antyki”, jedynego międzynarodowego pisma o polskiej sztuce i antykach.
Inicjator i organizator pierwszych konferencji marketingowych w Polsce. Współzałożyciel stowarzyszenia marketingowego w Warszawie w 1971 r, twórca Polskiego Instytutu Targowego w Poznaniu oraz Instytutu Promocji Sztuki w Warszawie. Pomysłodawca Targów Sztuki INTERART w Poznaniu (1984-1990), inicjator i współorganizator Targowych Prezentacji Sztuki na MTP.
Autor pierwszych w Polsce publikacji marketingowych, pionier marketingowego myślenia o kulturze i sztuce. W 1977 roku z dr. Florianem Zielińskim, socjologiem sztuki i kolekcjonerem, utworzył pierwszy w Polsce zespół do badania i refleksji nad rynkiem sztuki. Doktorat „Marketing na rynku sztuki” na Akademii Ekonomicznej w Poznaniu blokuje w 1980 r. wiceminister Ministerstwa Kultury i Sztuki Władysław Loranc. W 1984 r. zorganizował pierwszą w Europie Wschodniej międzynarodową konferencję naukową na temat marketingu na rynku sztuki. Jest fundatorem prywatnego stypendium dla swoich studentów w Akademii Sztuk Pięknych w Poznaniu. Młodym artystom organizuje i sponsoruje wystawy, finansuje albumy i katalogi sztuki.
W 1993 roku razem z Międzynarodowymi Targami Poznańskimi powołał pierwszy samorząd targowy – Polską Korporację Organizatorów Targów i Wystaw Gospodarczych, w której przez wiele lat był wiceprezesem. W 2016 powołał kolejny samorząd - Krajową Izbę Targową.

## Odznaczenia
Otrzymał Brązowy, Srebrny i Złoty Krzyż Zasługi. 19 września 2013 roku prezydent Bronisław Komorowski odznaczył go Krzyżem Kawalerskim Orderu Odrodzenia Polski za wybitne zasługi dla rozwoju gospodarki narodowej i przedsiębiorczości polskiej. W 1995 roku otrzymuje Nagrodę Artystów za sponsorowanie i promocję młodej sztuki polskiej. 